# Marzocco (Wappentier)
Marzocco wird der Löwe in der Heraldik bezeichnet, der das Wappen von Florenz als Schildhalter mit der rechten Pranke vor seinem Körper hält. Auf dem Wappen ist die Florentiner Lilie abgebildet.
Die Darstellung geht auf eine Skulptur zurück, die 1420 vom Bildhauer Donatello geschaffen worden ist, heute im Museo del Bargello.  Eine Kopie aus Sandstein steht auf der Piazza della Signoria. 'Marzocco' war überdies der Schlachtruf der Florentiner.ref?

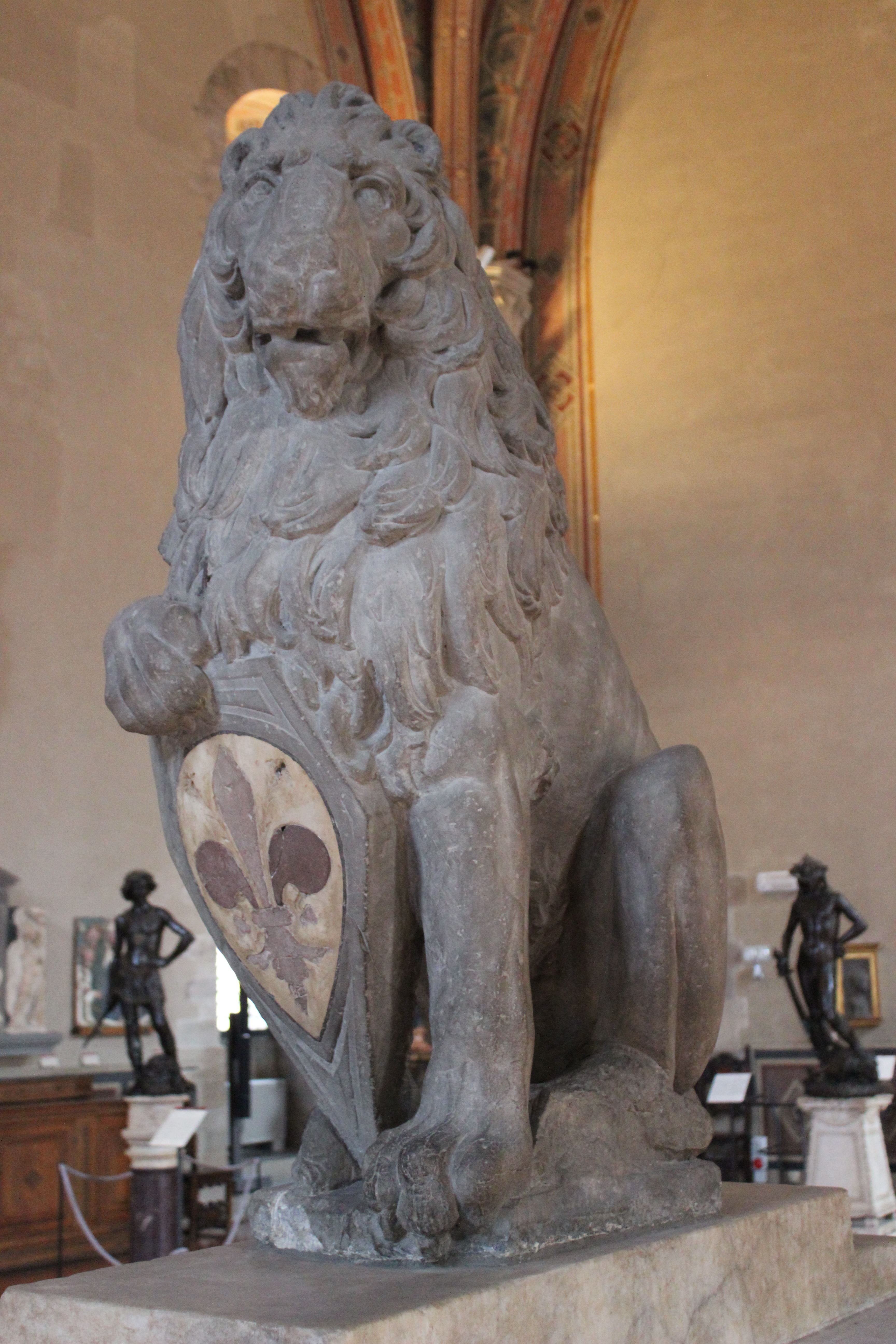
Donatellos Marzocco
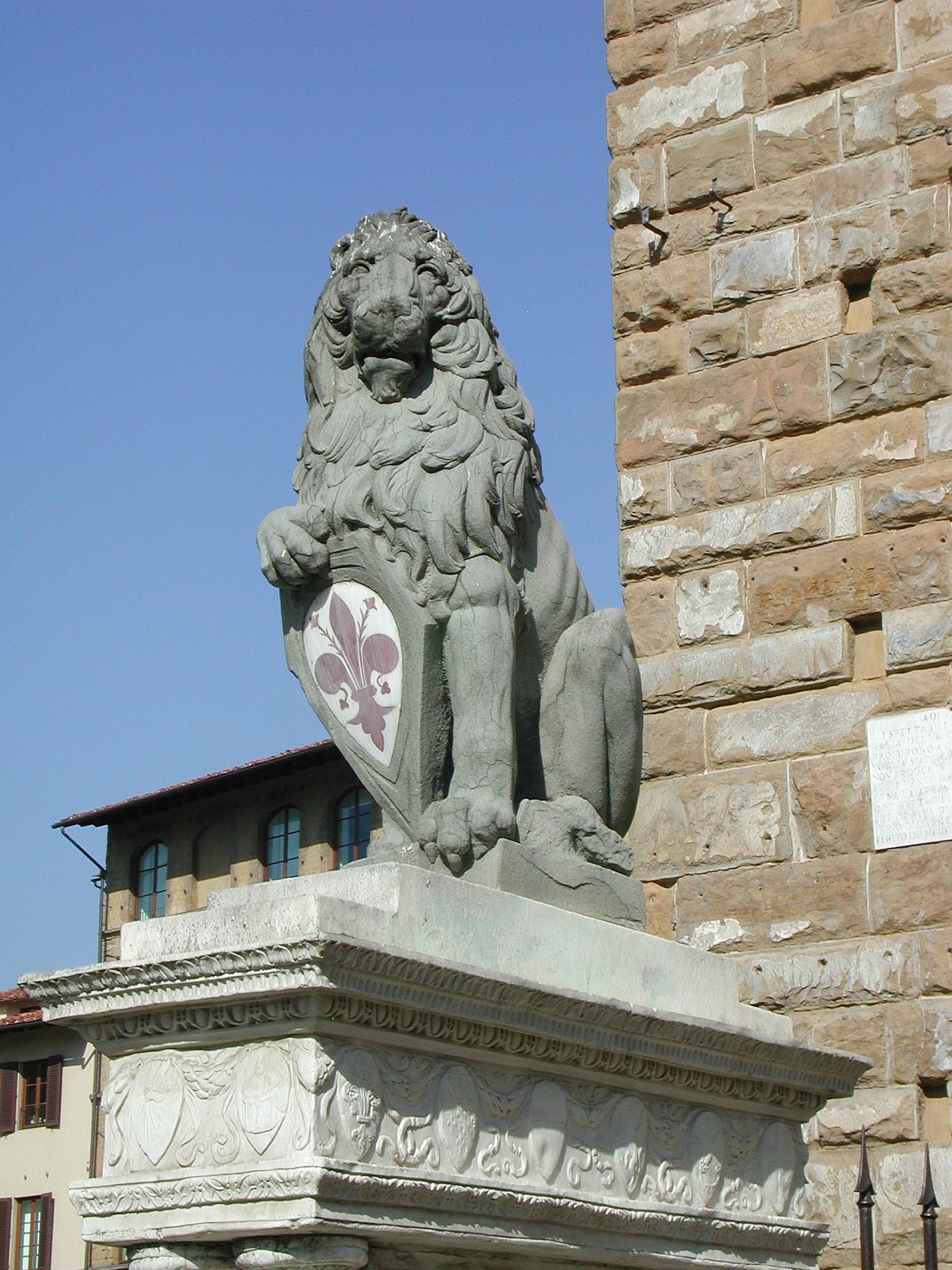
Donatellos Marzocco als Kopie  auf der Piazza della Signoria in Florenz
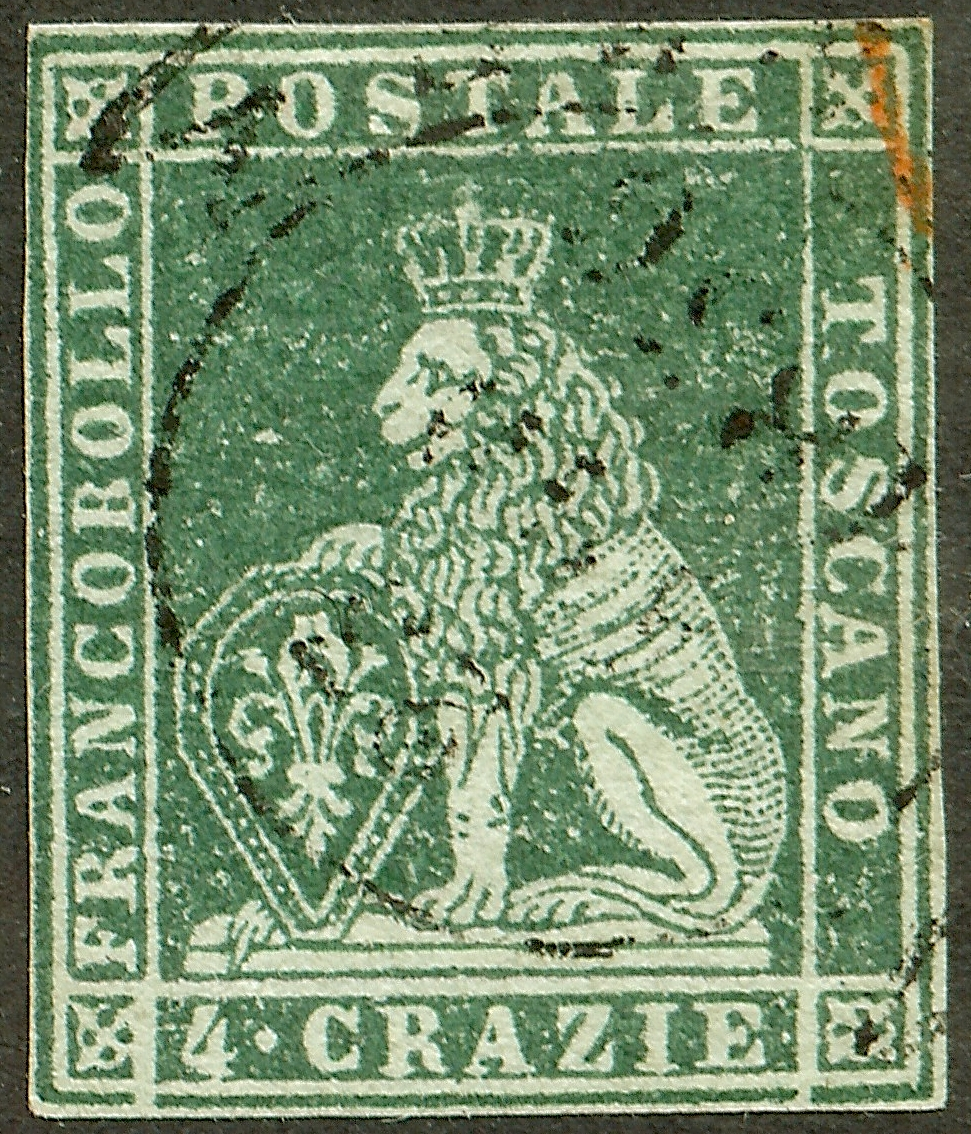
Gekrönt auf einer Briefmarke